# Ояпоки (микрорегион)
Вижте пояснителната страница за други значения на Ояпоки.
Микрорегион Ояпоки е един от микрорегионите на бразилския щат Амапа, част от мезорегион Северна Амапа. Поделен е на две общини (градове).

## Общини
- Калсоени
- Ояпоки